# Dimitrije Ljotić
Dimitrije Ljotić (Димитрије Љотић) (Belgrado, 12 agosto 1891 – Aidussina, 22 aprile 1945) è stato un politico serbo, collaborazionista con la Germania nazista durante la seconda guerra mondiale.

## Biografia
Suo padre, Vladimir Ljotić fu membro del parlamento serbo, console in Salonicco e sindaco di Smederevo. L'infanzia di Dimitrije seguì quindi la carriera paterna: nacque a Belgrado, iniziò le scuole a Smederevo, si diplomò a 16 anni al liceo serbo in Tessalonica prima di laurearsi in giurisprudenza a Belgrado.
Durante le guerre balcaniche prestò servizio da volontario come medico. Nel 1913 si trasferì a Parigi, dove rimase sino all'inizio della prima guerra mondiale quando ritornò in Serbia e si arruolò nell'esercito. Dopo la guerra prestò servizio come comandante in una stazione ferroviaria a Buccari in Croazia, dove si fece notare per aver interrotto uno sciopero arrestando 36 lavoratori. A Buccari conosce la donna che diverrà sua moglie, Ivka, con cui tornò a Smederevo nel 1920 e iniziò a esercitare con la sua laurea in legge. A Smederevo si unì al partito radicale diventando presto presidente della sezione giovanile. Nel 1931 il re Alessandro I lo nominò ministro della giustizia nel governo di Petar Živković, che gli diede l'incarico di scrivere una nuova bozza di costituzione e di presentarla al re. Ljotić propose elezioni libere a voto segreto con candidati nominati da organizzazioni non governative. Il re rifiutò la proposta e Ljotić diede le dimissioni.
Dopo le dimissioni si dedicò alla propaganda delle sue idee e il 6 gennaio 1935 fu eletto presidente del neonato partito ZBOR, che fu subito paragonato ai movimenti fascisti degli altri paesi. Quello stesso anno il suo partito prese lo 0,86% dei voti e continuò su queste cifre sino allo scoppio della seconda guerra mondiale. Dopo che la Jugoslavia fu attaccata dalle forze dell'asse, entrò nuovamente nell'esercito come volontario, ma il suo servizio fu presto interrotto dalla capitolazione dell'esercito iugoslavo.
Ljotić si dedicò ai negoziati con gli occupanti tedeschi per formare un governo civile nella Serbia occupata, ma si rifiutò di entrare nel governo. Dopo le dimissioni del primo governo (detto amministrazione commissariale) Ljotić nominò personalmente il nuovo capo del governo Milan Nedić. Ljotić rifiutò nuovamente di entrare nel governo ma altri membri dello ZBOR non condivisero le sue scelte. Mihailo Olćan in particolare propose la formazione dei corpi di volontari serbi, formazioni di soldati che dovevano opporsi ai partigiani serbi e che avevano Ljotić come leader ideologico
Prima del termine della guerra Ljotić, assieme ad altri membri delle forze anti-comuniste, cercò rifugio in Slovenia, dove iniziò a preparare piani per riportare in vita la monarchia in Jugoslavia. Morì in un incidente stradale il 22 aprile 1945 mentre si avviava a incontrare il Patriarca Gavrilo e il vescovo Nikolaj. È sepolto a San Pietro di Gorizia.